# Francis Albiero
 (mai 2021).
Si vous disposez d'ouvrages ou d'articles de référence ou si vous connaissez des sites web de qualité traitant du thème abordé ici, merci de compléter l'article en donnant les références utiles à sa vérifiabilité et en les liant à la section « Notes et références ».
Diplômé du Centre national des arts du cirque (1993), Francis Albiero est le directeur artistique de la compagnie Flex, basée en Lorraine (France). Il est également le cofondateur du collectif Chantiers de Cirque, avec lequel il crée le premier spectacle de cirque improvisé, Ricochet, en avril 2004.
En septembre 2005, il crée avec le pianiste Benoît Dangien Cruelles Confidences d'un clown ordinaire, après un an de résidence à la Passerelle (Rixheim). En janvier 2006, il fait partie de Java-Java, spectacle mis en scène par Didier Patard, mêlant théâtre, chanson et cirque.
En septembre 2007, son clown atypique, prénommé Champion, est mis en scène par Dominique Grandmougin, face à Helmut, interprété par Ivan Gruselle, dans une nouvelle création intitulée Helmut et Champion, création qui sera présente au festival d'Avignon 2008.
Depuis juin 2008, il travaille en collaboration avec Annick Savonnet sur un spectacle où il sera seul sur scène : Le Fruit.